# Gummidipundi
Gummidipundi är en ort i Indien.   Den ligger i distriktet Thiruvallur och delstaten Tamil Nadu, i den södra delen av landet, 1 700 km söder om huvudstaden New Delhi. Gummidipundi ligger 21 meter över havet och antalet invånare är 16 605.
Terrängen runt Gummidipundi är mycket platt. Runt Gummidipundi är det tätbefolkat, med 442 invånare per kvadratkilometer. Närmaste större samhälle är Ponneri, 12,0 km sydost om Gummidipundi. Trakten runt Gummidipundi består till största delen av jordbruksmark.